# IAI Heron
Die Heron (englisch für Reiher), in Abgrenzung zu den Weiterentwicklungen auch Heron 1, von den israelischen Luftstreitkräften Machatz-1 (hebräisch für Reiher) genannt, ist eine allwetterfähige, bewaffnungsfähige Aufklärungsdrohne der MALE-Klasse des israelischen Herstellers Israel Aerospace Industries (IAI). Neben den israelischen Luftstreitkräften setzen acht weitere Staaten das System ein, bis 2023 auch die Bundeswehr. Mit über 50.000 Flugstunden von 2010 bis Ende Mai 2019 war die Heron1 die mit Abstand am meisten eingesetzte Drohne der Bundeswehr.

## Technik
Die Heron ist ein 8,5 m langer Schulterdecker mit Flügeln sehr hoher Streckung und ohne Pfeilung an der Flügelvorderkante. Die Spannweite beträgt 16,6 m. Diese Auslegung ermöglicht dank eines hohen Auftriebs und eines geringen induzierten Widerstands eine hohe Einsatzdauer und Flughöhe zu Lasten einer hohen Maximalgeschwindigkeit. Der Antrieb erfolgt durch einen 115 PS (86 kW) starken Vierzylinderbenzinmotor vom Typ Rotax 914 des Herstellers BRP-Powertrain. Dieser treibt einen zweiblättrigen Schubpropeller an. Damit können Geschwindigkeiten zwischen 60 und 115 kn (111 bis 213 km/h) geflogen werden. Die Dienstgipfelhöhe liegt bei rund 30.000 ft (9150 m). Das Seitenleitwerk ist doppelt ausgelegt. Beim Fahrwerk handelt es sich um ein einfach bereiftes Dreipunktfahrwerk. Das maximale Startgewicht beträgt 1150 kg. Die Einsatzdauer der Heron liegt standardmäßig bei 40 Stunden, wobei im Mai 1995 bei Testflügen sogar 52 Stunden erreicht werden konnten. Insgesamt entsprechen die Leistungsdaten der Heron in etwa jenen der US-amerikanischen RQ-1 Predator.

## Betrieb

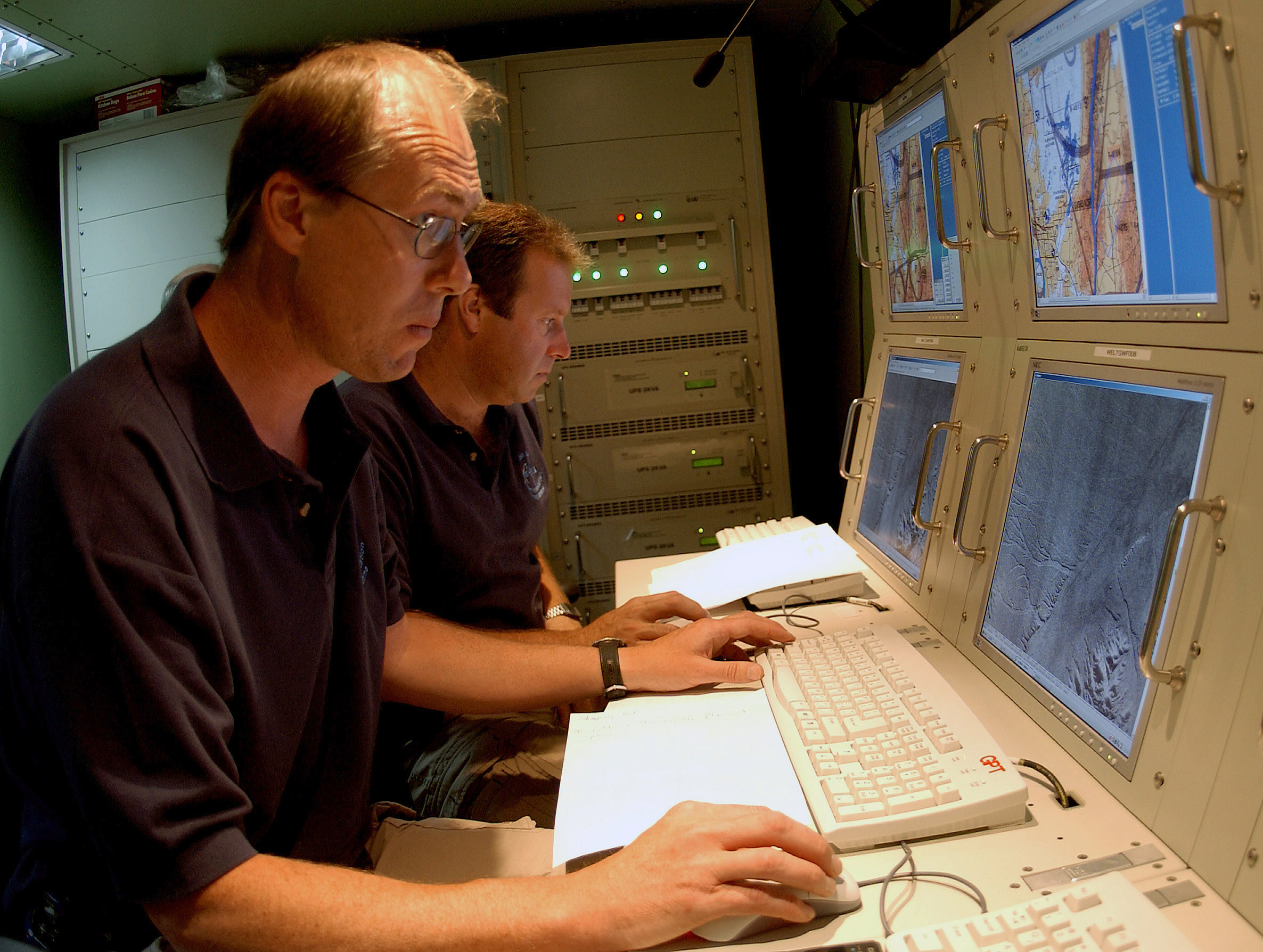
Bedienung über Bildschirm und Computer

Die Heron ist grundsätzlich fähig, vollautomatisch zu fliegen, wobei GPS zur Navigation benutzt wird und eine einprogrammierte Route abgeflogen wird. Starts und Landungen erfolgen ausschließlich vollautomatisch, während der in einer bis zu 400 km entfernten Bodenstation sitzende Luftfahrzeugführer (Air Vehicle Operator, AVO) lediglich eine Überwachungsfunktion innehat. Im Flug kann der AVO die Drohne über eine Tastatur – es gibt weder einen Steuerknüppel noch Sidesticks – steuern. Der AVO steuert dabei die Drohne nicht direkt, sondern über die Ausrichtung der Sensoren. Wohin sich die Drohne bewegen muss, um den geforderten Blickwinkel einzunehmen, errechnet die Elektronik des Systems daraufhin selbst. Übertragen werden die Steuerbefehle entweder über eine direkte Funkverbindung, wozu Sichtverbindung notwendig ist, oder aber über einen Satellitendatenlink. Letzteres ermöglicht auch den Einsatz über sehr große Entfernungen oder in hügeligem und gebirgigem Gelände, in dem eine Sichtverbindung nicht immer gewährleistet werden kann. Da die Heron auch im zivilen Luftraum eingesetzt wird, muss der AVO ständig in Verbindung mit der Luftsicherung stehen. Unterstützt wird der AVO durch den Nutzlastbediener (Payload Operator, PO), der die Sensorik steuert und einsetzt sowie in permanenter Verbindung mit den operativen Nutzern des gewonnenen Bildmaterials steht. Die Bodenstationen für AVO und PO werden nicht von IAI, sondern von Elbit Systems gefertigt.

## Nutzlast

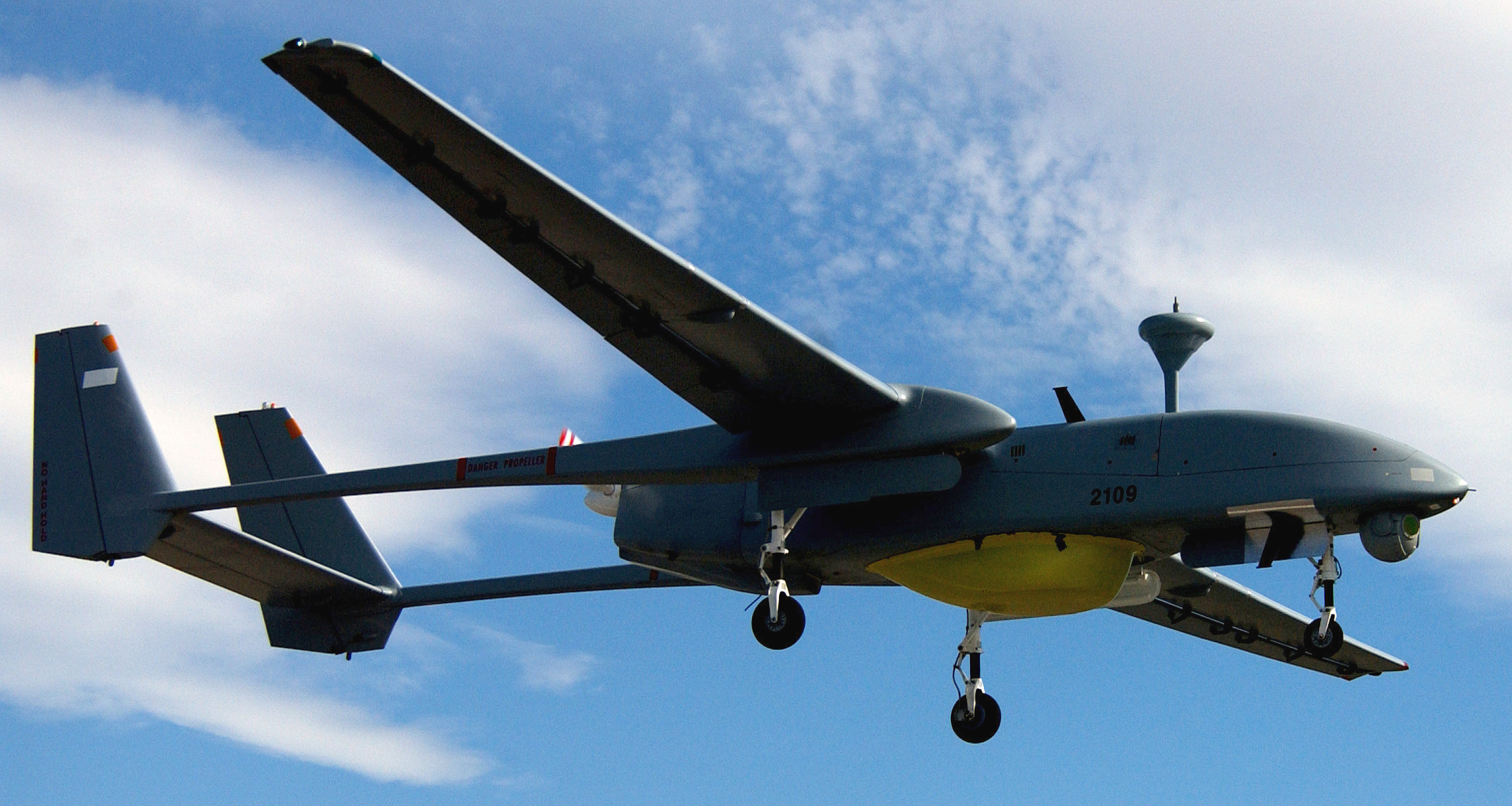
Ausbuchtung des SAR (gelb) und der elektro-optische Aufklärungspod unter dem Bug

Die Nutzlast kann je nach Nutzerstaat und Missionsprofil variieren, ist jedoch stark durch die Gewichtsbeschränkung von 250 kg begrenzt. Eine übliche Nutzlast, wie sie auch bei der Bundeswehr zum Einsatz kommt, umfasst die folgenden zwei Systeme: Einerseits ein Synthetic Aperture Radar in der Ausbuchtung unter dem Rumpf, der wetter- und tageszeitunabhängige Aufklärung von größeren Objekten wie beispielsweise Fahrzeugen ermöglicht. Andererseits die kreiselstabilisierte und schwenkbare Multi-Mission Optronic Stabilized Payload (MOSP). Diese umfasst zwei TV-Kameras, eine mit einer Festbrennweite von 500 mm und eine zweite mit zehnfachem optischen Zoom. Diese werden ergänzt durch einen Forward-Looking-Infrared-Sensor, der auch bei Nacht oder schlechtem Wetter optische Aufnahmen ermöglicht.
Das gesamte gewonnene Bildmaterial kann in Echtzeit sowohl über Richtfunk, wenn eine Sichtverbindung möglich ist, als auch über Satellit übertragen werden. Dies ermöglicht das direkte Bereitstellen des Bildmaterials je nach Bedarf an die Einsatzführung im lokalen Feldlager, an die Truppen im Einsatz und an das Oberkommando im Heimatstaat. Der Empfang durch die Truppen im Einsatz wird dabei durch laptop-ähnliche Geräte sichergestellt, während für die Bildauswerter in der Einsatzbasis oder im Heimatstaat umfangreiche Terminals zur Verfügung stehen. In Ergänzung zu Aufklärungsmissionen kann die Heron auch als Relaisstation für Bodentruppen fungieren, die nicht über Satellitenkommunikationsterminals verfügen.
Rüstungsexperten gehen davon aus, dass die Heron 1 von den israelischen Luftstreitkräften auch in einer bewaffneten Version eingesetzt wird.

## Abhörsicherheit
Laut den Dokumenten des Whistleblowers Edward Snowden sollen der britische Geheimdienst GCHQ und die amerikanische NSA Daten der Drohne mitgeschnitten und ausgewertet haben.

## Weiterentwicklungen

### Heron TP

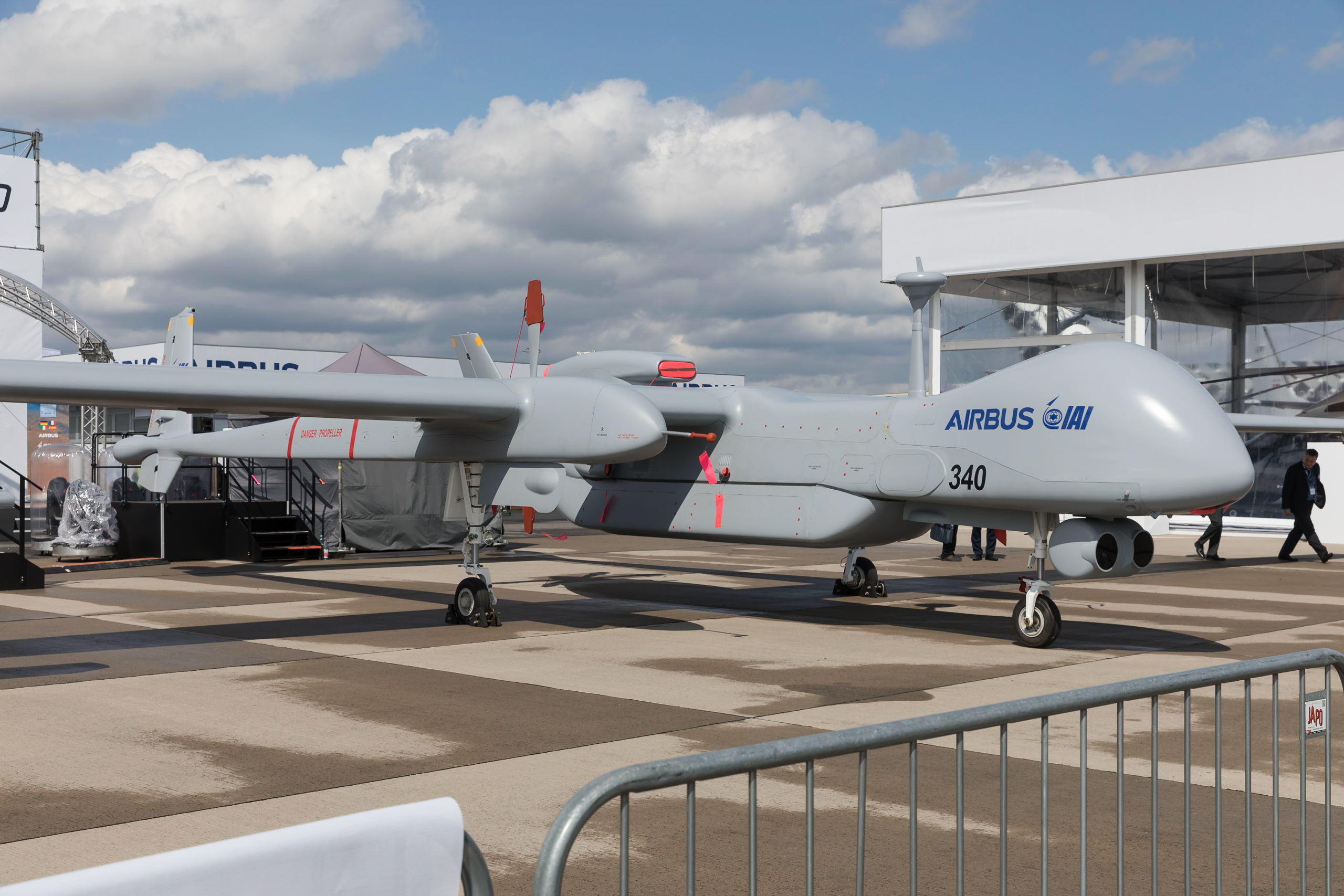
IAI Heron TP auf der ILA 2018

Im Juni 2007 gelangten erste Videos einer weiterentwickelten Version mit dem Namen Heron TP an die Öffentlichkeit, die von den israelischen Streitkräften Eitan genannt wird. Diese von einem 895 kW (1200 PS) starken Turboprop-Triebwerk angetriebene Version, daher der Zusatz TP, ist mit 26 m Spannweite, 13 m Länge, 4650 kg Abflugmasse und 1000 kg Nutzlast deutlich größer als die Basisversion. Die maximale Einsatzdauer wird je nach Quelle mit 20 bis 36 Stunden angegeben. Der Erstflug soll am 15. Juli 2006 in Israel erfolgt sein. Am 21. Februar 2010 wurde der erste unbemannte Aufklärer von den Israelischen Luftstreitkräften in Dienst gestellt. Dort waren 2018 etwa 10 bis 15 Eitan im Einsatz.
Die Heron TP kann mit einem speziell zu diesem Zweck entwickelten Modell präzisionsgelenkter Luft-Boden-Raketen aus israelischer Produktion bewaffnet werden.

### Super Heron
Um den Forderungen der Marine nach längerer Flugdauer und höherer Reichweite Rechnung zu tragen, startete IAI die Entwicklung der vergrößerten Super Heron. Bei einer Masse von 1450 kg beträgt die Fluggeschwindigkeit 150 kts (278 km/h). Als Antrieb ist ein Dieselmotor des italienischen Herstellers Diesel Jet mit 200 PS vorgesehen.

### Heron Mk.2
Die Heron Mk.2, bzw. Mk II, ist eine verbesserte und größere Version der Heron, die sich unter anderem durch einen weiteren und verstärkterem Rumpf auszeichnet.

## Nutzer

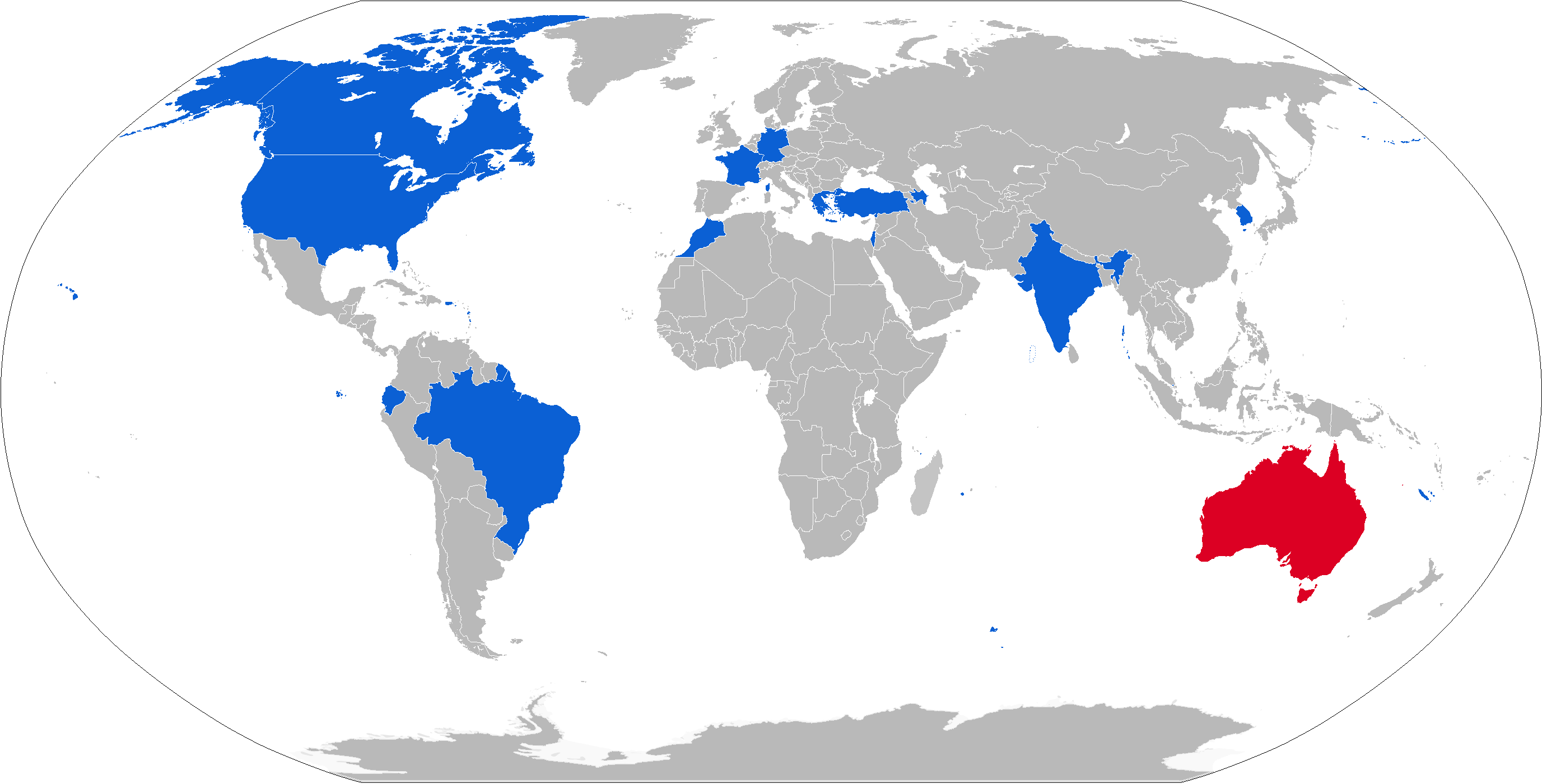
Nutzerstaaten der IAI Heron
Blau: Nutzerstaaten
Hellblau: Strafverfolgungsbehörde in Nutzerstaaten
Rot: ehemalige Nutzerstaaten (Stand Januar 2019)

### Aktuell
Aserbaidschan
Die Aserbaidschanische Luftwaffe hat 5 Heron im Dienst seit Juni 2020.
 Brasilien
Die Brasilianische Luftstreitkräfte und Brasilianische Polizei setzt zwei Heron 1 zu ISR-Aufgaben insbesondere im Amazonasbecken und Verbrechensbekämpfung ein.
 Europäische Union
Die Frontex setzt mindestens eine Heron 1 ein.
 Indien
Indien hat etwa 50 Heron beschafft. Diese werden vor allem für die Sicherung der Grenze mit Pakistan und die Überwachung der eigenen Küstenstreifen benutzt.
 Israel
Der erste Betreiber der Heron waren die Israelischen Streitkräfte, welche im Jahr 2007 die ersten Heron – Machatz-1 genannt – offiziell in Dienst stellten. Wie viele Maschinen beschafft wurden, ist nicht offiziell bekannt, das Institute for National Security Studies der Universität Tel Aviv gibt den Bestand für 2010 jedoch mit acht Maschinen an.
Während der Operation Gegossenes Blei kamen Drohnen vom Typ Machatz-1 zum Einsatz. Diese wurden dabei zusammen mit den leistungsschwächeren Drohnen vom Typ Elbit Hermes 450, Kampfhubschraubern vom Typ AH-64 Apache und Kampfflugzeugen zum ersten Mal direkt dem Kommando der Brigade der Bodentruppen unterstellt. Dadurch sollte die Interaktion zwischen Luft- und Bodenstreitkräften verbessert werden, was wiederum den Truppen am Boden ein besseres Lagebild und bei Bedarf schnellere Luftschläge ermöglichen.
 Kanada
Die Kanadischen Streitkräfte hatten ebenfalls drei geleaste Heron in Afghanistan im Einsatz, die inzwischen zurückgegeben wurden. Kanada beteiligte sich nur noch an der Ausbildung von afghanischen Sicherheitskräften.
 Singapur
Singapur betreibt eine Staffel Heron 1.
 Türkei
Im Jahr 2004 unterschrieb die Türkei einen Kaufvertrag über zehn Herons für 180 Millionen US-Dollar, wobei die Drohnen mit einem elektro-optischen Aufklärungspod vom türkischen Hersteller Aselsan ausgerüstet werden sollten. Die Lieferung sollte zwischen August und Oktober 2009 erfolgen, was IAI jedoch nicht gelang – nach eigenen Angaben aufgrund der Einrüstung des deutlich schwereren Aselsan-Pods. Bis zum vertraglich fixierten Termin im Oktober 2009 konnte IAI lediglich zwei Maschinen ausliefern, welche gemäß türkischen Angaben die Vertragsspezifikationen nicht erfüllten und zudem beide im Rahmen des Testprogramm abstürzten. Im August 2010 konnte IAI schließlich die letzten vier Maschinen an die türkischen Luftstreitkräfte ausliefern.
 Vereinigte Staaten
Die Vereinigten Staaten setzten im Mai 2009 im Rahmen des Projektes Monitoreo zwei Heron von der Comalapa Air Base in El Salvador für Aufklärungsflüge zur Drogenbekämpfung ein.
 Vietnam
Im Dezember 2018 verkaufte IAI drei Drohnen vom Typ Heron 1 an Vietnam. Die Verkaufssumme beträgt 160 Millionen Dollar.

### Ehemalig
Australien
Die Australian Defence Force betrieb zwei geleaste Heron bis Mitte 2017. Sie setzte sie zwischen Januar 2010 und November 2015 zur Unterstützung ihrer Afghanistan-Mission ein. Anschließend flogen sie noch anderthalb Jahre zu Schulungs- und Übungszwecken von Woomera aus.
 Deutschland

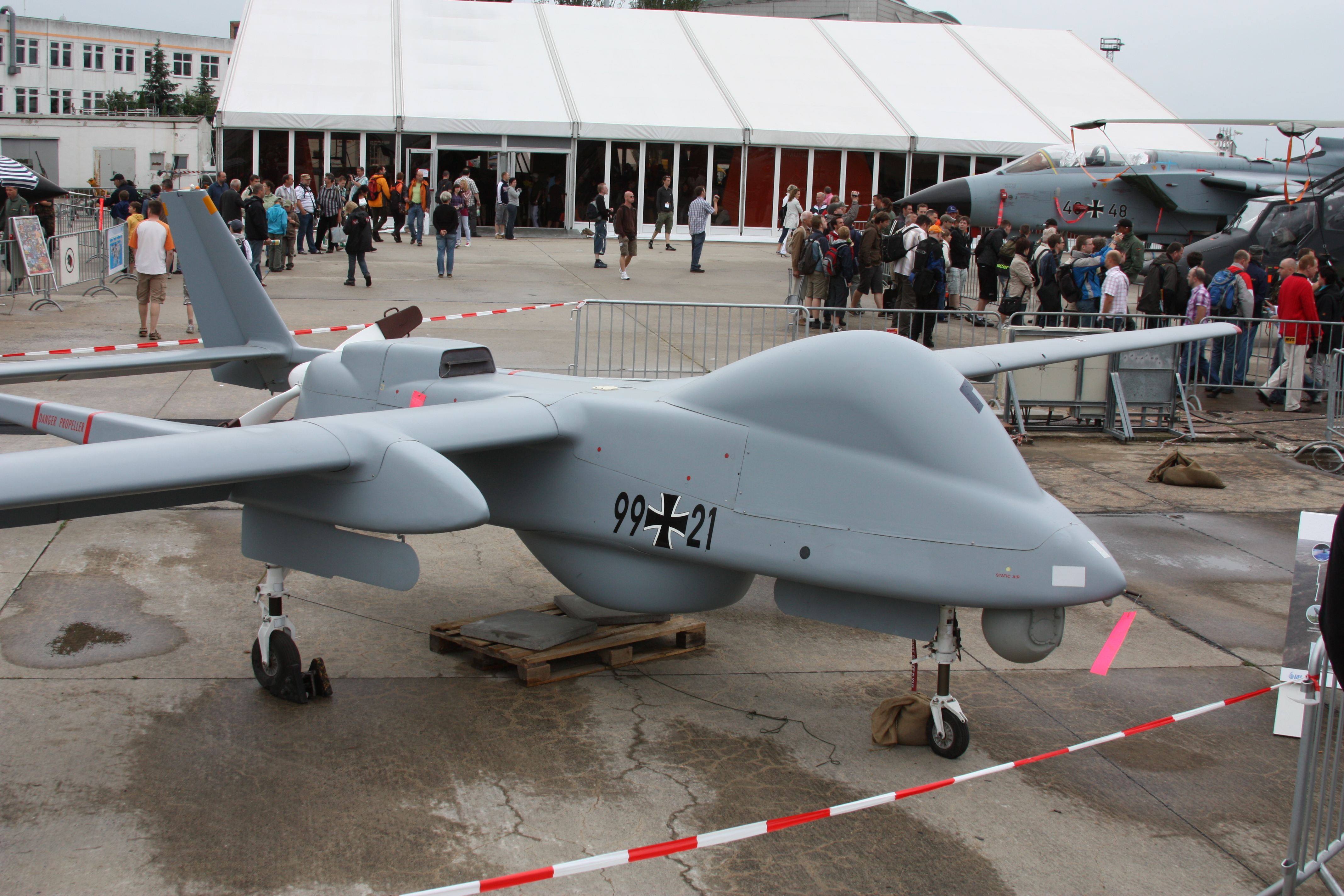
Durch die Bundeswehr geleaste Heron 1

Die Heron war Mitte 2009 neben dem US-amerikanischen RQ-1 Predator in der Auswahl zur beschleunigten Beschaffung einer Aufklärungsdrohne für die unmittelbaren Bedürfnisse der Bundeswehr für den Afghanistan-Einsatz. Die Bundeswehr entschied sich, drei Heron – die in der Luftwaffe die Bezeichnung Heron 1 erhielten – ab Anfang 2010 für 110 Millionen Euro für drei Jahre von einem Konsortium (bestehend aus Rheinmetall und IAI) zu leasen. Danach sollten alle drei Flugzeuge wieder an den Hersteller zurückgegeben werden. Der dreijährige Leasingvertrag wäre am 31. Oktober 2012 ausgelaufen, wurde aber immer wieder verlängert. Zuletzt wurde der Leasingvertrag der Heron 1 bis 2021 verlängert.
Zugeteilt waren alle drei UAV dem Aufklärungsgeschwader 51 „Immelmann“ (AG 51). Nachdem im Februar 2010 die erste Drohne nach Afghanistan verlegt worden war, erfolgte am 18. März 2010 der erfolgreiche Ersteinsatz durch das Einsatzgeschwader Mazar-e Sharif im Rahmen der ISAF-Mission. Nach der Landung auf dem Flughafen Masar-e Scharif kollidierte die Heron beim Rollen zur Parkposition mit einer abgestellten Transall C-160, nachdem die Drohne plötzlich beschleunigt hatte. Bei dem Unfall wurde die Heron 1 zerstört und die Transall leicht beschädigt. Aufgrund der Beschaffung als Leasinggeschäft ist die Industrie verpflichtet, das beschädigte UAV zu ersetzen. Am 29. April 2010 erfolgte der Erstflug der zweiten Drohne und bis im September desselben Jahres sollte die Flotte von insgesamt drei Geräten vollständig in Masar-e Scharif angekommen sein. Aufgrund eines vermuteten Motorausfalls stürzte am 19. Dezember 2010 eine Heron 1 ab und wurde gezielt zerstört, nachdem ein Bergungsversuch durch einen amerikanischen Hubschrauber gescheitert war.
Im Januar 2011 wurde die Heron 1 im Rahmen des graduellen Aufwuchses des Systems – auch das Synthetic Aperture Radar stand nicht von Anfang an zur Verfügung – zum ersten Mal via Satellitenübertragung gesteuert. Damit konnte der Einsatzradius deutlich erweitert und das volle Leistungsspektrum der Drohne ausgenutzt werden. Nachdem die Satellitenfähigkeit erlangt worden war, wurde am 18. Februar 2011 die vorläufige Einsatzbereitschaft des Systems erklärt. Anfang Juni desselben Jahres wurden insgesamt 4000 Flugstunden an über 400 Einsatztagen erreicht. Ende Juli 2012 erreichte sie mit über 890 Einsätzen über Afghanistan die Marke von 10.000 Flugstunden. Wenige Wochen zuvor wurde der Leasingvertrag für 75 Mio. Euro um zwei Jahre, bis Oktober 2014, verlängert. Ende 2015 wurde in Afghanistan die 25.000 Flugstunde erreicht.
Die rund zehn Wochen dauernde Ausbildung des Personals für die Heron 1 erfolgte seit Ende 2009 in Israel durch IAI, da die Bundeswehr nur über die in Afghanistan stationierten Einsatzmaschinen verfügte. Die Ausbildung bestand aus einer Theoriephase, einer anschließenden Flugsimulatorphase und schließlich 15 Flügen mit der Heron im israelischen Luftraum. Der erste Lehrgang begann Ende 2009. Als AVO werden dabei ausschließlich ausgebildete Piloten eingesetzt, während als PO hauptsächlich Luftbildauswerter aus dem AG 51 rekrutiert werden. Auch Soldaten mit anderer Vorverwendung können die Ausbildung zum PO absolvieren. Die Wartung erfolgt genauso wie die Einsatzvor- und -nachbereitung durch Techniker der Industrie und nicht durch die Luftwaffe selbst.
Die Einsatzspektren der zeitweise parallel in Afghanistan eingesetzten Heron 1 und Panavia Tornados mit RECCE- bzw. RECCE-Lite-Pods überschnitten sich nicht. Die Heron 1 wurden ausschließlich im Einsatzbereich der Bundeswehr zur direkten Unterstützung der Bodentruppen mit aktuellen Luftbildern und zur Überwachung bestimmter Brennpunkte eingesetzt, wozu sie aufgrund ihrer hohen Einsatzdauer und der Möglichkeit der Bildübertragung in Echtzeit gut geeignet waren. Die schnellen Tornados dienten hingegen in ganz Afghanistan unter anderem zur Vor- und Nachbereitung größerer Bodenoperationen.
Ende 2012 forderte der damalige Bundesinnenminister Hans-Peter Friedrich, Heron-1-Drohnen an den Küsten zu Zwecken der Seenotrettung, Kriminalitäts- und Einwanderungsbekämpfung in enger Zusammenarbeit mit Küstenwache und Seenotrettung einzusetzen. Kritiker äußerten die Befürchtung, dies könne der Dammbruch für den Einsatz von Drohnen im Inland und für eine dadurch mögliche Dauerüberwachung sein. Die Entscheidung über den Kauf von Kampfdrohnen sollte erst nach der Bundestagswahl 2013 am 22. September 2013 getroffen werden.
Am 9. November 2013 gab die Bundeswehr bekannt, dass eine Maschine vom Typ Heron in der afghanischen Provinz Badachschan am 8. November 2013 abgestürzt war. Laut der Bundeswehr kam es zu Verbindungsfehlern zwischen der Drohne und der Bodenstation in Masar-e Scharif, weshalb das Fluggerät aufgrund eines Programmierfehlers gegen einen Berg flog und zerschellte. Da die Drohne an der schwer zugänglichen Absturzstelle nicht geborgen werden konnte, wurden die Überreste zerstört.
Für den Bundeswehreinsatz in Mali (MINUSMA) wurden im Zeitraum von 2016 bis 2018 ebenfalls wieder geleaste Heron 1 eingesetzt. Im Juni 2020 wurde die Verlängerung der Verträge zur Nutzung der Heron 1 bis 2021 gemeldet. Im November 2020 fiel eine von der Bundeswehr geleaste Heron-1-Drohne in Afghanistan aufgrund eines technischen Defekts im Einsatz aus und wurde zerstört. Anfang März 2021 stürzte eine weitere Heron 1 aufgrund eines technischen Defektes östlich von Masar-e Scharif ab und wurde zerstört. Der Bundeswehr verblieb dadurch in Afghanistan nur noch ein Fluggerät dieses Typs.
Nach dem Abzug aus Afghanistan im Juni 2021 setzte die Bundeswehr weiterhin bis zu vier Heron 1 in Mali ein. Der Betreibervertrag mit Airbus hatte eine Laufzeit bis April 2024. Bis Dezember 2022 absolvierte das Muster dort mehr als 21.000 Flugstunden. Im Juli 2023 wurde die Heron 1 jedoch endgültig auch aus Mali abgezogen, da die dortige Militärjunta der Bundeswehr seit Monaten keine Starterlaubnis für Überwachungsflüge mehr erteilt hatte. Mit einer Zeremonie im Juli 2023 endete die Nutzung der Heron 1 bei der deutschen Luftwaffe, seitdem wird nur noch die Heron TP eingesetzt. In den 13 Einsatzjahren für die Bundeswehr absolvierten die Fluggeräte 72.582 Flugstunden.
 Frankreich
Frankreich beschaffte unter der Projektbezeichnung Système Intérimaire de Drone MALE (SIDM) vier Luftfahrzeuge. Die Zellen wurden dabei von IAI, die Elektronik jedoch von EADS produziert und an die Bedürfnisse der Armée de l’air angepasst. Die Drohnen erhielten mit EADS Harfang einen komplett eigenständigen Namen und wurden seinerzeit auch in Afghanistan eingesetzt. Der Heimatstützpunkt war von 2009 bis 2014 die Basis 709 Cognac, wo sie von der Escadron Drones 1/33 (ED 1/33) „Belfort“ betrieben wurden. Sie wurden durch MQ-9 ersetzt.

## Technische Daten
| Kenngröße           | Heron/Machatz-1/Heron 1                                        | Heron Mk II               |
| ------------------- | -------------------------------------------------------------- | ------------------------- |
| Länge               | 8,5 m                                                          | 9,7 m                     |
| Spannweite          | 16,6 m                                                         | 16,6 m                    |
| Höhe                | 2,3 m                                                          |                           |
| maximale Startmasse | 1150 kg                                                        | 1350 kg                   |
| Zuladung            | 250 kg                                                         | 490 kg                    |
| Geschwindigkeit     | zwischen 60 und 115 kn (111 bis 213 km/h)                      | maximal 140 kn (260 km/h) |
| Maximale Flughöhe   | 9.150 m                                                        | 10.650 m                  |
| Maximale Flugzeit   | > 24 h                                                         | maximal 45 h              |
| Antriebsart         | 1 Vierzylinder-Viertaktmotor mit Turbolader und 86 kW (115 PS) | 105 kW (143 PS)           |
| Antriebsmodell      | BRP-Powertrain Rotax 914                                       |                           |